# Nucșoara de Jos
Nucșoara de Jos – wieś w Rumunii, w okręgu Prahova, w gminie Poseștii. W 2011 roku liczyła 790 mieszkańców.